# Gramps
GRAMPS (англ. Genealogical Research and Analysis Management Programming System — програмна система управління генеалогічними дослідженнями та аналізом) є генеалогічним програмним забезпеченням, написаним на Python, і доступне згідно з ліцензією GNU GPL. Воно доступне на більшості платформ Unix та, починаючи з версій 2.2.x і для операційної системи Windows.
GRAMPS має всі функції генеалогічного програмного забезпечення. Ви можете вести облік осіб, взаємовідносини між ними, а також долучати мультимедіа. Програма надає безліч графічних звітів, а також — завдяки ліцензії та допомозі розробникам — створювати власні звіти. Підтримуються широко розповсюджені у комп'ютерній генеалогії файли формату GEDCOM.
На сторінці проекту наявні файли з ISO-образами CD з завантажувальною Linux і генеалогічним ПЗ. Завдяки їм, можна створити компакт-диск, що містить генеалогічне ПЗ, яке може бути використане без встановлення на комп'ютер ОС Linux.